# Q별
Q 별(Q-Star) 또는 그레이 홀(gray hole→회색 구멍)은 가설 상의 밀집성의 한 종류이며, 무거운 중성자와 함께 별난 상태의 물질로 이루어진 천체이다. Q 별이란 용어를 쿼크 별과 착각하면 안 되며, Q는 쿼크를 의미하기 보다는 보존된 입자수를 의미한다. Q 별은 항성블랙홀과 착각할 수도 있다. Q 별의 후보자로 백조자리 V404가 있다.

## Q 별의 종류
- 초대칭 Q 볼[1]
- B 볼 (안정된 Q 볼이 B 바리온을 가지고 있으며, 중성자별에 함유되어있고 Q 볼을 흡수한다.)[1]

## 같이 보기
- 블랙홀